# Ла Фіоріта
«Ла Фіоріта» (італ. Società Polisportiva La Fiorita) — сан-маринський професіональний футбольний клуб із Монтеджардіно. Заснований у 1967 році. Домашні ігри команда проводить на «Спортивному стадіоні ім. Федеріко Крешентіні».

## Історія
Неофіційною датою створення клубу є 1936 рік, у якому «Ла Фіоріта» брала участь у проекті молодіжних спортивних груп від міста Монтеджардіно. Клуб став одним із перших чотирьох учасників першого розіграшу кубку Сан-Марино у 1937 році. Через Другу світову війну команда розпалась.
Офіційною датою заснування «Ла Фіоріти» вважають 7 квітня 1967 року, коли 18 фанатів приймають жовто-сині кольори клуба та подають заявку на участь у турнірах до Футбольної федерації Сан-Марино.
У 1967 році команді зіграла свій перший Кубок Сан-Марино, після відновлення.
У 1985 році бере участь у першому чемпіонаті Сан-Марино та займає 3-тє місце, але в наступному році стає чемпіоном та володарем кубку Сан-Марино, отримавши свої перші в історії трофеї.
У 1990 році отримує своє друге чемпіонство, перемігши у фіналі «Космос». Наступного трофею команда чекала 17 років.
У 2007 році Ла Фіоріта перемагає «Тре Фйорі» та отримує свій третій Суперкубок Сан-Марино.
У 2012 році, як володар Кубку Сан-Марино, бере участь у Лізі Європи. У своєму першому євротурнірі вони програли у першому кваліфікаційному раунді «Металіргсу» (Лієпая).
У 2015 році Ла Фіоріті вдалося забити свій перший гол у Лізі Європи у ворота ліхтенштейнського «Вадуцу».

## Досягнення
Чемпіонат Сан-Марино з футболу
- Чемпіон (6): 1986/87, 1989/90, 2013/14, 2016/17, 2017/18, 2021/22
- Віце-чемпіон (8): 1988/89, 1993/94, 1994/95, 1996/97, 2015/16, 2018/19, 2020/21, 2023/24
- Бронзовий призер (5): 1985/86, 1995/96, 2012/13, 2014/15, 2022/23

Кубок Сан-Марино з футболу
- Володар (7): 1986, 2012, 2013, 2016, 2018, 2021, 2024

Суперкубок Сан-Марино з футболу
- Володар (6): 1986, 1987, 2007, 2012, 2018, 2021
- Фіналіст (8): 1996, 1997, 2013, 2014, 2016, 2017, 2022, 2024

## Виступи в єврокубках
| Сезон     | Турнір              | Раунд     | Клуб      | Вдома | На виїзді |
| --------- | ------------------- | --------- | --------- | ----- | --------- |
| 2012–2013 | Ліга Європи УЄФА    | 1-й раунд | Металургс | 0-2   | 0-4       |
| 2013–2014 | Ліга Європи УЄФА    | 1-й раунд | Валетта   | 0-3   | 0-1       |
| 2014–2015 | Ліга чемпіонів УЄФА | 1-й раунд | Левадія   | 0-1   | 0-7       |
| 2015–2016 | Ліга Європи УЄФА    | 1-й раунд | Вадуц     | 0-5   | 1-5       |
| 2017–2018 | Ліга чемпіонів УЄФА | 1-й раунд | Лінфілд   | 0-0   | 0-1       |